# Ophiojagtus
Ophiojagtus is een geslacht van uitgestorven slangsterren uit de familie Ophiacanthidae. Vertegenwoordigers van dit geslacht zijn slechts als fossiel bekend.

## Soorten
- Ophiojagtus acklesi Thuy, 2013 †
- Ophiojagtus alternatus (Kutscher & Jagt, 2000) †
- Ophiojagtus argoviensis (Hess, 1966) †
- Ophiojagtus irimurai Thuy, 2013 †